# Liste des évêques de Giovinazzo
Le diocèse de Giovinazzo est un diocèse italien dans les Pouilles avec siège à Giovinazzo. Le diocèse est fondé au XIe siècle. En 1749 le diocèse de Giovinazzo  est uni avec le diocèse de Terlizzi dans le diocèse de Giovinazzo et Terlizzi et en 1836 le diocèse de Giovinazzo et Terlizzi est uni avec le diocèse de Molfetta dans le diocèse de Molfetta-Ruvo-Giovinazzo-Terlizzi. 

## Évêques de Giovinazzo
- Jean Ier † (1071 -  1075)
- Pierre † (1096 - ?)
- Bernerio † (1113)
- Ours Ier † ( 1124)
- Berto † (1172 -  1178)
- Pierre † ( 1184 - 1191)
- Maldisio † (? - 1200)
- Ours II † (? - 1218 )
- Pelmerio ou Pietro † (1226 -  1246)
- Léonard de Sermoneta, O.Cist. † (1253 - ?)
- Salvio † (1275 - ?)
- Jean II, O.F.M. † (1278 - 1301)
- Jean  III, O.F.M. † (1304 - 1321)
- Guglielmo Alveniacci, O.F.M. † ( 1329 - 1332)
- Giacomo Morola (ou Moroni) † (1333 - ?)
- Jean  IV † (1342 - ?)
- Giacomo Carrubba † (1343 - 1350)
- Raymond, O.E.S.A. † (circa 1350 - ?)
- Antonio Cipolloni, O.P. † (1384 - 1384)
- Nicolas † (1386 - 1390 )
- Rolandino Malatacchi, O.E.S.A. † (22 mai 1390 - ?)
- Grimaldo de Turcolis † (1395 - ?)
- Sisto Coleta, O.F.M. † (1399 - 1414)
- Pierre d'Orvieto † (1433 - ?)
- Crisostomos, O.F.M. † (1443 - ?)
  - Antonio de la Cerda i Lloscos, O.SS.T. † (6 juin 1455 - 1457 ou 1458)
- Ettore Galgano † (1457 ou 1458 - 1462 )
- Marino Morola (ou Moroni) † (1462 - 1472)
- Pietro Antici † (1472 - vers 1496 )
- Giustino Planca † (1496 - vers 1517 )
  - Lorenzo Pucci † (1er avril 1517 - 21 août 1517) ) (administrateur apostolique)
- Marcello Planca † (1517 - 1528 )
- Ludovico Furconio † (1528 - 1549 )
- Juan Antolínez Brecianos de la Rivera † (25 octobre 1549 - 1574)
- Sebastiano Barnaba † (1574 - 17 août 1579 )
- Luciano de Rubeis † (1581 - 1589)
- Giovanni Antonio Viperani † (1589 - 1610)
- Gregorio Santacroce † (? - 1610 )
- Giglio Masi † (1611 - juillet 1627)
  - siège vacant (1627-1637)
- Carlo Maranta † (1637 - 24 février 1657)
- Michelangelo Vaginari, O.F.M. † (1659 - 1667)
- Agnello Alferi † (1671 - 1692 )
- Giacinto Gaetano Chiurlia, O.P. † (10 juillet 1693 - 1730 )
- Paolo De Mercurio † (18 juin 1731 - 1752 )

### Évêques de Giovinazzo et Terlizzi
- Giuseppe Orlandi, O.S.B.Cel. † (24 avril 1752 - 25 avril 1776)
- Michele Continisi † (16 décembre 1776 - 1810 )
  - Siège vacant (1810-1818)
- Domenico Antonio Cimaglia (1818-1818) nommé évêque de Molfetta
  - Siège vacant (1810-1835)